# Banani
Banani est un village du Mali peuplé par le peuple Dogon . Le village de Banani est situé au pied et sur les pentes inférieures d'une crête de montagne. Il y a une route escarpée qui mène à Sangha . Toro So est parlé dans le village,.